# Matruh ben Sulayman al-Arabí
Matruh ben Sulayman al-Arabí (en árabe: مطروح بن سليمان بن يقظان الكلبي القضاعي الأعرابي‎) fue valí de Barcelona de 780 hasta 792.
Matruh, junto con su padre Sulayman ben al-Arabí, valí de Barcelona, se unió al ejército de Carlomagno que se dirigía a Zaragoza en 778. Como Zaragoza no se sometió, el Emperador tomó como rehenes a sus aliados que lo habían informado mal y, entre ellos, al propio Sulayman al-Arabí. Matruh y su hermano Aysun se aliaron a los vascones y en la batalla de Roncesvalles derrotaron al ejército franco en 778 y liberaron a su padre. Parece ser que Sulayman se quedó en Zaragoza (el valí de Zaragoza Husayn, era su aliado) y envió a Matruh a gobernar Barcelona (que incluía Gerona).
En 780, a la muerte de su padre (asesinado en Zaragoza), Matruh pasó a ser valí titular de Barcelona y Gerona. En 781 el emir de Córdoba, Abderramán I, sometió Zaragoza y asoló la Cerdaña. Probablemente, antes de esto ya Matruh se había sometido al emir y, como Husayn en Zaragoza, fue reconocido como valí de Barcelona.
Se sabe que tras 785, dos servidores de su hermano Aysun, Amrus ben Yusuf y Sabrit, pasaron a su servicio. Poco después Matruh se sublevó otra vez y se apoderó de Huesca y Zaragoza en el año 789.
En 791 o 792 fue asesinado por sus servidores Amrus y Sabrit. Amrus, tras este crimen, destacó por su lealtad al emir.
| Predecesor: Sulayman ben al-Arabí | Valí de Barxiluna 778-792 | Sucesor: Sadun al-Ruayni |